# Flisak

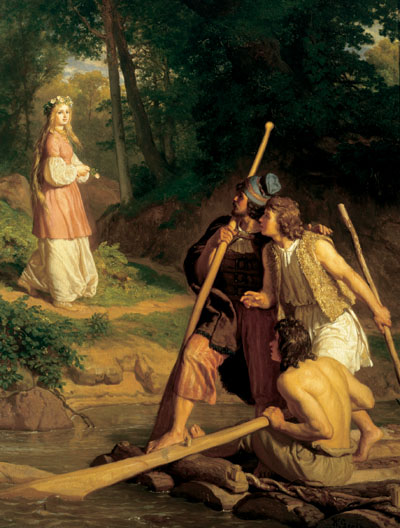
Flisacy – sielankowy obraz Wojciecha Gersona

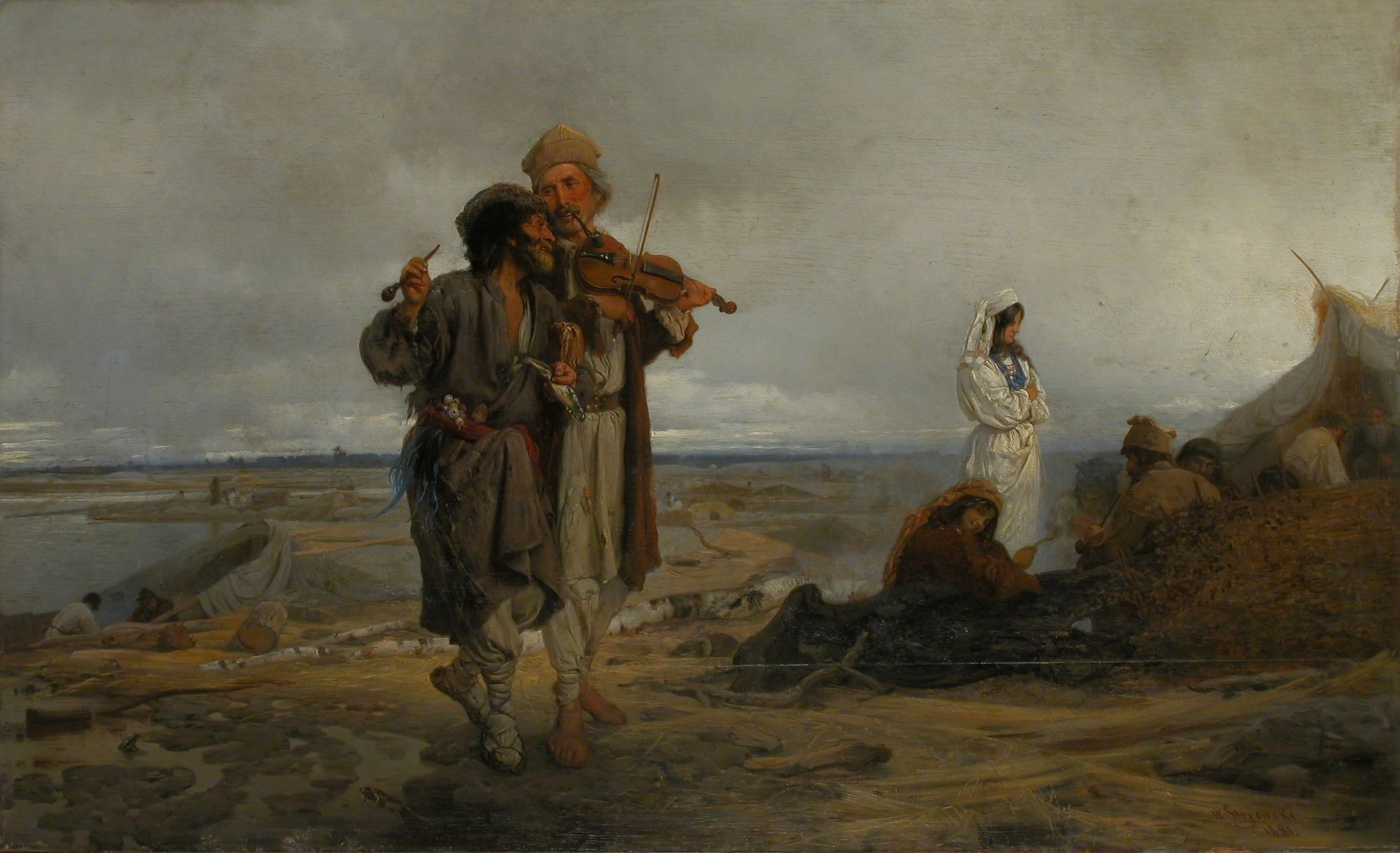
Flisacy Nad Wisłą, Wilhelm August Stryowski, 1881

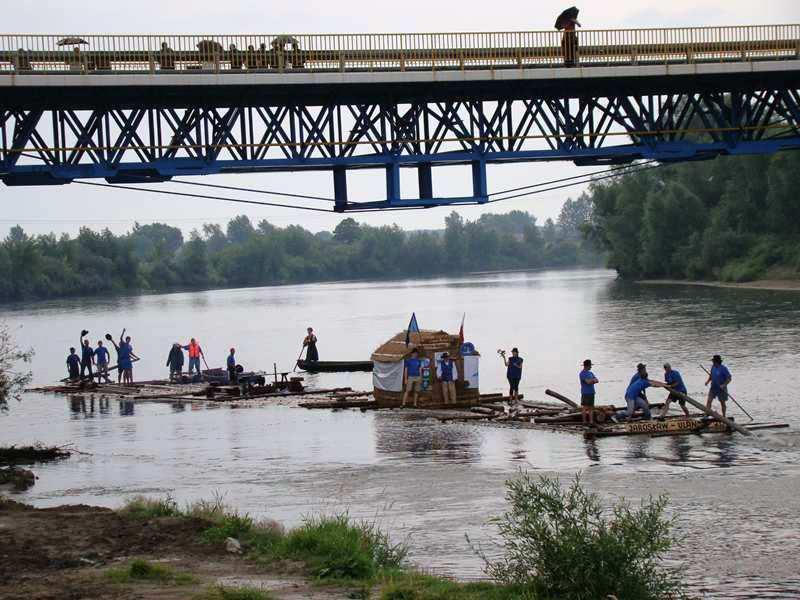
Tradycyjna tratwa flisacka

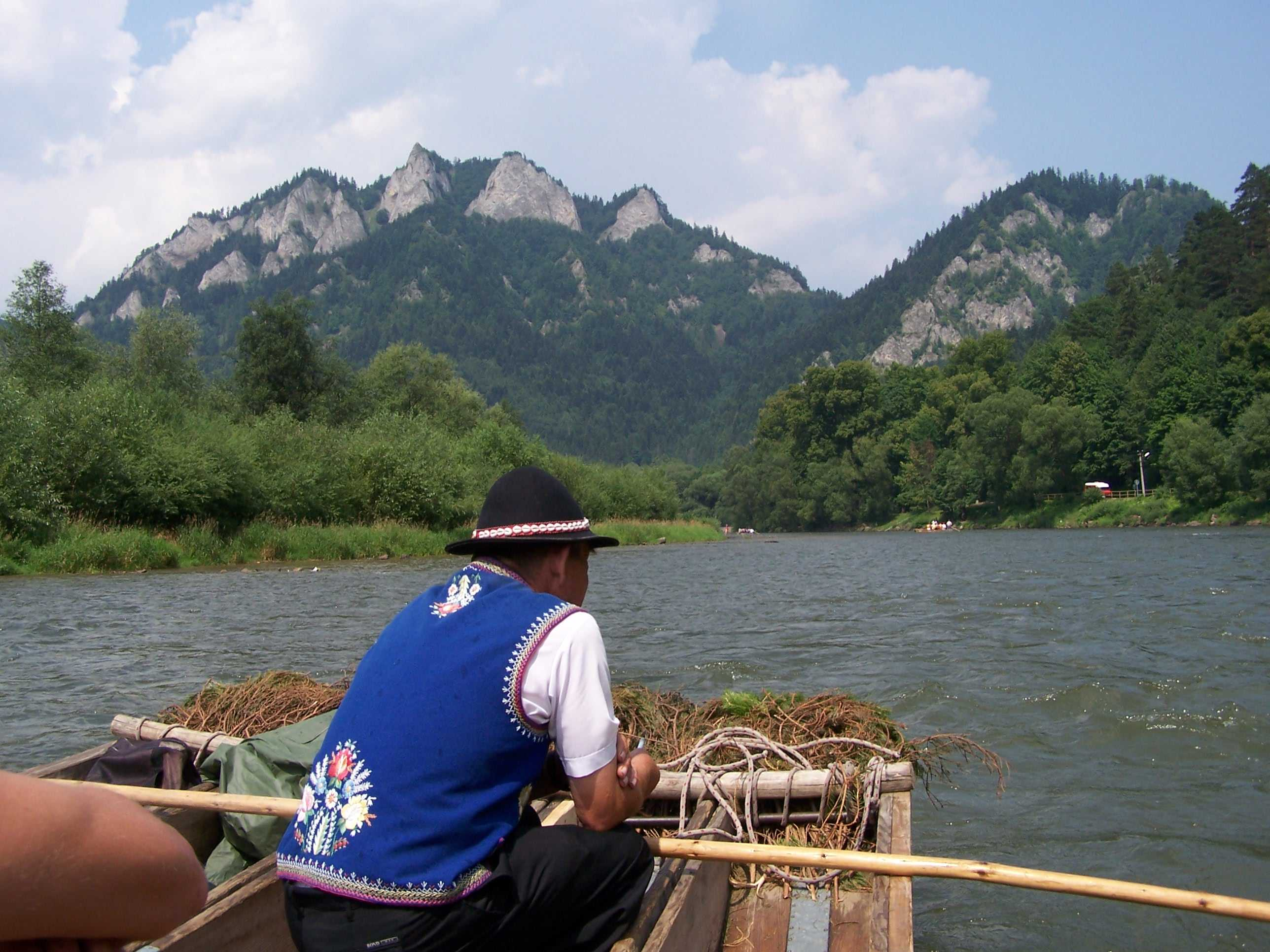
Flisak na Dunajcu

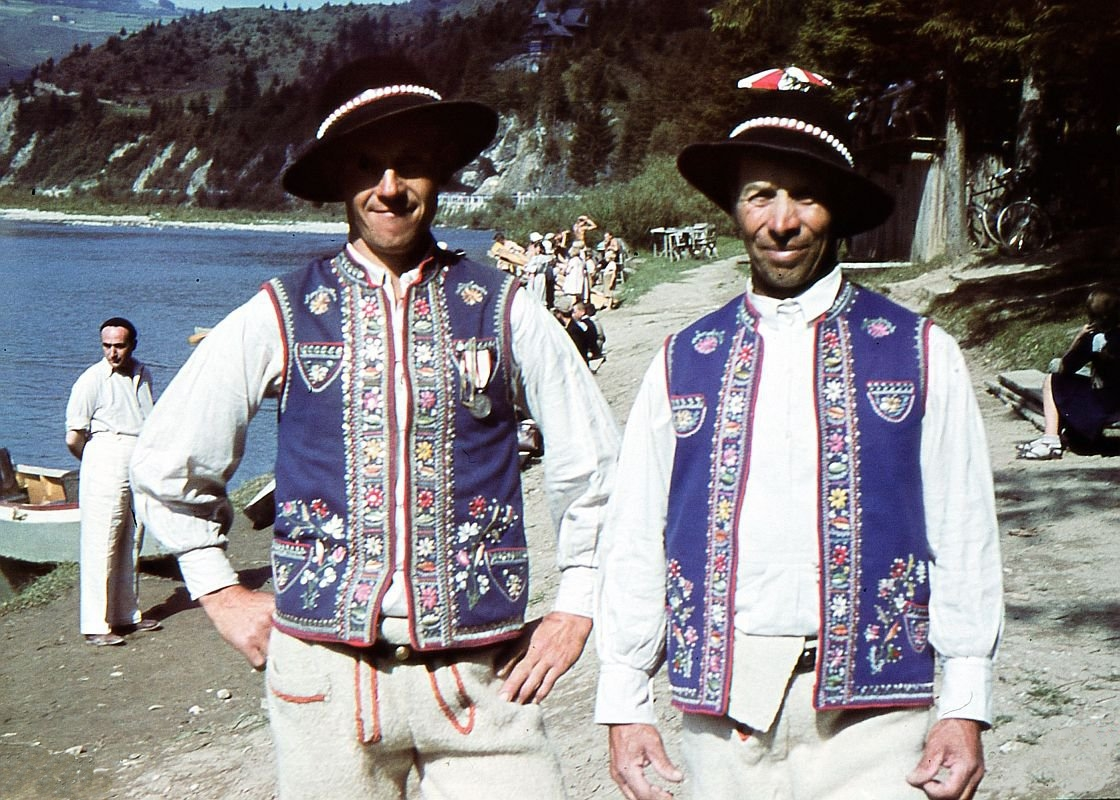
Flisacy na Dunajcu w 1939

Flisak (oryl, flis) – przedstawiciel grupy zawodowej zajmującej się w dawnej Polsce flisem, czyli rzecznym spławem (transportem) towarów.
Jednym z tradycyjnych zajęć w górach było flisactwo. Flis, czyli rzeczny spław, był częstą formą transportu w górzystych regionach Słowacji i odbywał się przy pomocy tratw. Przewożono, czyli spławiano różnego rodzaju towary, np. drewno, piasek czy żywność. Najczęściej do spławu wykorzystywano takie rzeki jak Orawa, Wag, Poprad czy Dunajec.
Z reguły byli to chłopi zamieszkujący nadrzeczne wsie, dla których spław był dodatkowym, sezonowym zajęciem. Z biegiem czasu wytworzyli oni swoje własne obyczaje i słownictwo. Kulturę flisacką upamiętnił m.in. Sebastian Fabian Klonowic w swoim poemacie Flis, to jest Spuszczanie statków Wisłą i inszymi rzekami do niej przypadającymi z 1595 roku.
Ważnym ośrodkiem dla spławów w Polsce od XVI do XX w. był Ulanów położony u ujścia Tanwi do Sanu. W 2014 roku flisackie tradycje z Ulanowa wpisane zostały na Krajową Listę Niematerialnego Dziedzictwa Kulturowego. Obecnie ulanowscy flisacy skupieni w Bractwie Flisackim pw. św. Barbary (patronki wodniaków), kultywują tradycje flisackie w formie turystyczno-rekreacyjnej.

## Hierarchia
Starszy flisak kierujący spływem i odpowiedzialny za stan i transport tratew był zwany retmanem. Ponieważ flisacy stanowili liczną grupę zawodową, w XVII wieku założyli własną organizację przypominającą rzemieślniczy cech miejski, a król Władysław IV Waza nadał im przywileje cechowe.

## Flisak w legendach i przypowieściach
- legenda o Wyspie Wisielca

Wiersz o flisakach z Torunia:
Flisaczkowa żona,
siedzi sobie doma.
A flisaczek, nieboraczek,
robi na chleb jak robaczek,
płynie do Torunia.

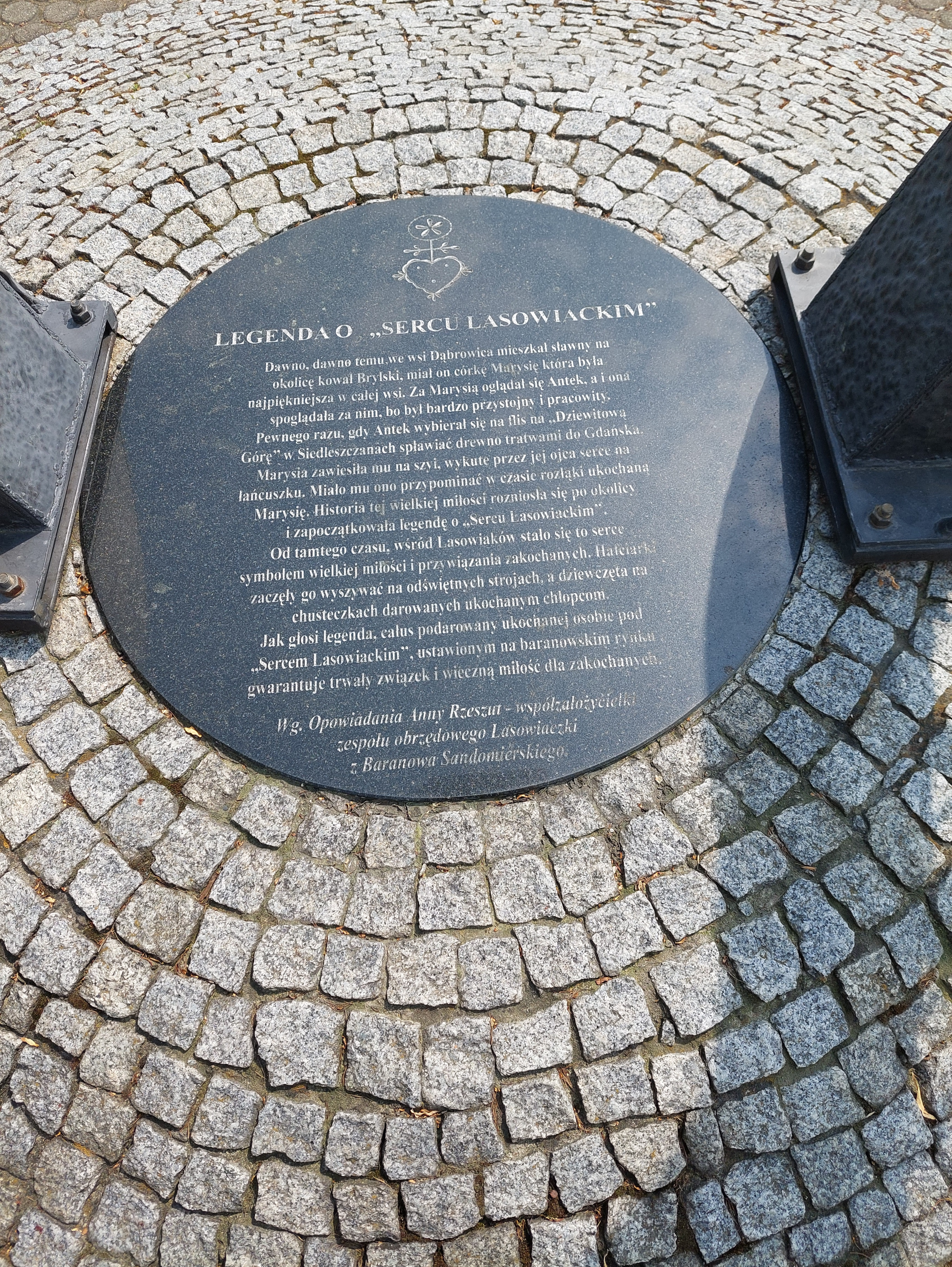
Legenda o Sercu Lasowiackim na rzeźbie Serce Lasowiackim na rynku w Baranowie Sandomierskim

Legenda o sercu lasowiackim opowiadająca o miłości między flisakiem a dziewczyną z Dąbrowicy według opowiadania Anny Rzeszut została upamiętniona w inskrypcji znajdującej się na rzeźbie Serce Lasowiackie znajdującej się na rynku w Baranowie Sandomierskim.